# De Laren (Almere)
De Laren is een wijk in de Nederlandse stad Almere. De wijk is gelegen in het stadsdeel Almere Haven. Er zijn vier Laren: de Woudlaar, Esselaar, Beemdlaar en Sprenglaar.
De Laren liggen tussen De Wierden en de De Velden. Het gebied beslaat het voormalige sportpark de Wierden, het Wierdenpark, de Uithof, Tuingouw en alle groene ruimtes ertussen.  De eerste huizen werden gebouwd in 2015. 

## Naamgeving
Als toponiem gaat -lare of -laar terug tot het Oudnederlandse hlæri, wat "bosachtig moerassig terrein" betekent.
De Gouwen · De Grienden · De Hoven · De Laren · De Marken · De Meenten · De Velden · De Werven · De Wierden · Haven Centrum · Overgooi